# ملكة جمال الولايات المتحدة الأمريكية 2015
ملكة جمال الولايات المتحدة الأمريكية 2015  (بالإنجليزية: Miss USA 2015)‏ هي مسابقة ملكة جمال الولايات المتحدة الأمريكية الرابعة والستين في تاريخ مسابقة ملكة جمال الولايات المتحدة الأمريكية منذ انطلاقتها عام 1952، عقدت في مركز ريفر باتون روج بمدينة باتون روج، لويزيانا يوم 12 يوليو، 2015.
شهدت المسابقة تنافس 50 فتاة ممثلة للولايات المتحدة على اللقب و قطاع كولومبيا، في نهاية الحدث سلمت نيا سانشيز من ولاية نيفادا التاج أوليفيا جوردن من ولاية أوكلاهوما لتتوج بلقب ملكة جمال الولايات المتحدة، وتوجت ملكة جمال ولاية تكساس يلينا غويرا، بمنصب الوصيفة الأولى.
مثلت أوليفيا الولايات المتحدة الأمريكية في عام 2015 في مسابقة ملكة جمال الكون وحلت في مركز الوصيف.
نقلت الحفل محطة ريلز التي تبث خدماتها بنظام الكابل بعدما ألغت محطة إن بى سى تغطيتها للحفل اعتراضا على التصريحات التي أدلى بها المالك المشارك في المسابقة وصاحب منظمة ملكة جمال الكون و مرشح الانتخابات الرئاسية الأمريكية لعام 2016 ، الملياردير دونالد ترامب بشأن المهاجرين المكسيكيين خلال خطاب ترامب الذي أعلن بدأ حملته و ترشيحه للفوز بترشيح الحزب الجمهوري للرئاسة الأمريكية في 16 يونيو 2015 في مدينة نيويورك.
الأمر الذي أدى اعتذرت قناة إن بي سي الناقلة و مالكي الحقوق شركة اتصالات نيفيسيون و تليفيزا و إنهاء العلاقة التعاقدية مع منظمة ترامب و في الوقت ذاته قاطع الحدث عديد من الحكام والضيوف والرعاة الذين كان من المفترض أن يكونوا جزءاً منه.

## النتائج

### المراكز النهائية
| النتائج النهائية                          | المتنافسة |
| ----------------------------------------- | --- |

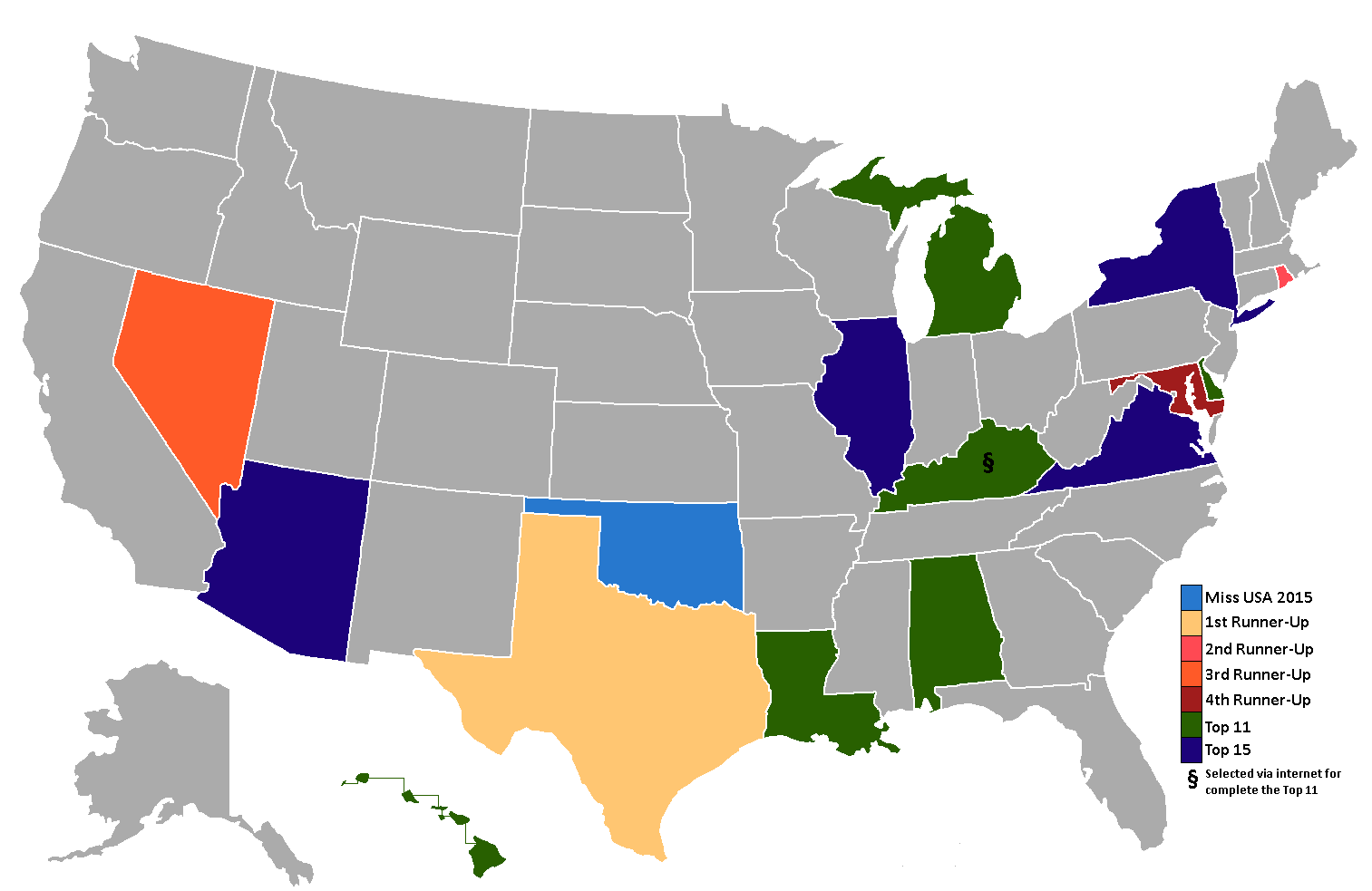
النتائج النهائية لمسابقة ملكة جمال الولايات المتحدة الأمريكية لعام 2015.

| ملكة جمال الولايات المتحدة الأمريكية 2015 | - أوكلاهوما - أوليفيا جوردن |
| الوصيفة الأولى                            | - تكساس - إيليانا غيرا |
| الوصيفة الثانية                           | - رود آيلاند - أنيا غارسيا |
| الوصيفة الثالثة                           | - نيفادا - بريتاني ماكغوان |
| الوصيفة الرابعة                           | - ماريلاند - مامي أدجي |
| أفضل 11                                   | - ألاباما - ماديسون غوثري - ديلاوير - رينيه بول - هاواي - إيما وو - كنتاكي - كاتي جورج § - لويزيانا - كانديس بينات - ميشيغان - راشونتاي وارزينياك |
| أفضل 15                                   | - أريزونا - مورين مونتاني - إلينوي - رينيه ورونيكي - نيويورك - ثاتيانا دياز - فرجينيا - لورا بولي                                                 |

§ تم انقذت من قبل الجمهور لأفضل 11.

### جوائز خاصة
| جائزة              | متنافسة                                        |
| ------------------ | ---------------------------------------------- |
| ملكة جمال اللطافة  | - ألاسكا - كيمبرلي أغرون - ديلاوير - رينيه بول |
| ملكة جمال الجاذبية | - إنديانا - غريتشن ريس                         |

### ترتيب الإعلانات
| 1. تكساس 2. ماريلاند 3. أريزونا 4. ميشيغان 5. فرجينيا 6. رود آيلاند 7. كنتاكي 8. هاواي 9. نيويورك 10. إلينوي 11. نيفادا 12. أوكلاهوما 13. ديلاوير 14. لويزيانا 15. ألاباما | 1. نيفادا 2. هاواي 3. رود آيلاند 4. ماريلاند 5. ألاباما 6. لويزيانا 7. ميشيغان 8. أوكلاهوما 9. ديلاوير 10. تكساس 11. كنتاكي | 1. أوكلاهوما 2. تكساس 3. رود آيلاند 4. ماريلاند 5. نيفادا |  |

## المتسابقات
تم تأكيد مشاركة 51 متسابقة في مسابقة ملكة جمال الولايات المتحدة الأمريكية.
| الولاية            | اسم المتسابقة      | العمر | الطول                   | بلد المنشأ     | المركز                                    | ملاحظات |
| ------------------ | ------------------ | ----- | ----------------------- | -------------- | ----------------------------------------- | --- |
| ألاباما            | ماديسون جوثري      | 20    | 5 قدم 9 بوصة (175 سـم)  | هوفر           | أفضل 11                                   | |
| ألاسكا             | كيمبرلي أغرون      | 20    | 5 قدم 4 بوصة (163 سـم)  | أنكوريج        |                                           | سابقًا ملكة جمال مراهقات ألاسكا في الولايات المتحدة الأمريكية 2013 |
| أريزونا            | مورين مونتاني      | 22    | 5 قدم 7 بوصة (170 سـم)  | تشاندلر        | أفضل 15                                   | كانت الوصيفة الأولى سابقًا في موتيا نانغ بيلبيناس 2013 حصلت لاحقًا على المركز الثاني في ملكة جمال العالم أمريكا 2017 انضمت لاحقًا إلى ملكة جمال العالم الفلبين 2018 وتوجت بلقب ملكة جمال إيكو الفلبين 2018 أصبحت لاحقًا الوصيفة الأولى في مسابقة ملكة جمال ايكو الدولية 2018 بصفتها ملكة جمال الفلبين انضمت لاحقًا إلى ملكة جمال الفلبين 2021 وتوجت ملكة جمال الفلبين غلوب 2021 لاحقًا توجت بلقب ملكة جمال الفلبين 2021. |
| أركنساس            | ليا بلفكو          | 21    | 5 قدم 11 بوصة (180 سـم) | فايتفيل        |                                           | |
| كاليفورنيا         | ناتاشا مارتينيز    | 23    | 5 قدم 7 بوصة (170 سـم)  | تشينو هيلز     |                                           | |
| كولورادو           | تالية بولي         | 26    | 5 قدم 8 بوصة (173 سـم)  | دنفر           |                                           | |
| كونيتيكت           | اشلي جوليبيفسكي    | 21    | 5 قدم 9 بوصة (175 سـم)  | برلين          |                                           | |
| ديلاوير            | رينيه بول          | 22    | 5 قدم 9 بوصة (175 سـم)  | ميدلتاون       | أفضل 11                                   | |
| مقاطعة كولومبيا    | ليزي أولسن         | 26    | 5 قدم 10 بوصة (178 سـم) | واشنطن العاصمة |                                           | |
| فلوريدا            | أشلي لولي          | 24    | 5 قدم 7 بوصة (170 سـم)  | غراندريدج      |                                           | |
| جورجيا             | بروك فليتشر        | 23    | 5 قدم 6 بوصة (168 سـم)  | بيتشتري سيتي   |                                           | سابقًا ملكة جمال مراهقات جورجيا الولايات المتحدة الأمريكية 2009 |
| هاواي              | إيما وو            | 25    | 5 قدم 8 بوصة (173 سـم)  | هونولولو       | أفضل 11                                   | سابقا ملكة جمال مراهقات هاواي الولايات المتحدة الأمريكية 2008 |
| أيداهو             | كليرا هولينجسورث   | 22    | 5 قدم 6 بوصة (168 سـم)  | بريستون        |                                           | سابقا ملكة جمال مراهقات أيداهو في الولايات المتحدة الأمريكية 2011 |
| إلينوي             | رينيه ورونيكي      | 22    | 5 قدم 10 بوصة (178 سـم) | بربانك         | أفضل 15                                   | |
| إنديانا            | جريتشن ريس         | 23    | 5 قدم 8 بوصة (173 سـم)  | نورث فيرنون    |                                           | |
| أيوا               | تايلور إيفين       | 22    | 5 قدم 6 بوصة (168 سـم)  | جيسوب          |                                           | |
| كانساس             | الكسيس ريلزباك     | 19    | 5 قدم 5 بوصة (165 سـم)  | شاوني          |                                           | |
| كنتاكي             | كاتي جورج          | 21    | 5 قدم 10 بوصة (178 سـم) | لويفيل         | أفضل 11                                   | الفائزة في تصويت المعجبين |
| لويزيانا           | كانديس بينات       | 26    | 5 قدم 6 بوصة (168 سـم)  | نيو أورلينز    | أفضل 11                                   | سابقًا ملكة جمال نيو مكسيكو 2012 |
| مين                | هيذر إيلويل        | 26    | 5 قدم 10 بوصة (178 سـم) | ويست باث       |                                           | |
| ميريلاند           | مامي أدجي          | 23    | 5 قدم 9 بوصة (175 سـم)  | سيلفر سبرينغ   | الوصيفة الرابعة                           | الوصيف الأولى في الموسم 22 من أميركا نيكست توب موديل |
| ماساتشوستس         | بوليكسيني مانشاري  | 24    | 5 قدم 7 بوصة (170 سـم)  | بوسطن          |                                           | |
| ميشيغان            | راشونتاي فارزينياك | 25    | 5 قدم 7 بوصة (170 سـم)  | ديترويت        | أفضل 11                                   | |
| مينيسوتا           | جيسيكا شو          | 23    | 5 قدم 8 بوصة (173 سـم)  | بريور ليك      |                                           | |
| ميسيسيبي           | كورتني بيرد        | 23    | 5 قدم 7 بوصة (170 سـم)  | أكسفورد        |                                           | |
| ميزوري             | ريبيكا دون         | 24    | 5 قدم 9 بوصة (175 سـم)  | كولومبيا       |                                           | |
| مونتانا            | تهاني بيبينجر      | 27    | 5 قدم 6 بوصة (168 سـم)  | غريت فولز      |                                           | |
| نبراسكا            | هوانغ كيم كونغ     | 24    | 5 قدم 5 بوصة (165 سـم)  | غراند إيسلاند  |                                           | |
| نيفادا             | بريتاني ماكغوان    | 25    | 5 قدم 9 بوصة (175 سـم)  | سبرينغ فالي    | الوصيفة الثالثة                           | |
| نيو هامبشاير       | سامانثا بويرير     | 24    | 5 قدم 8 بوصة (173 سـم)  | دوفر           |                                           | |
| نيو جيرسي          | فانيسا اوريولو     | 21    | 5 قدم 6 بوصة (168 سـم)  | Colts Neck ‏    |                                           | |
| نيو مكسيكو         | الكسيس دوبري       | 24    | 5 قدم 11 بوصة (180 سـم) | ألاموغوردو     |                                           | سابقًا ملكة جمال مراهقات نيو مكسيكو الولايات المتحدة الأمريكية 2009 سابقًا ملكة جمال نيو مكسيكو 2013 |
| نيويورك            | ثاتيانا دياز       | 22    | 5 قدم 8 بوصة (173 سـم)  | Bayside        | أفضل 15                                   | سابقًا ملكة جمال مراهقات نيويورك الولايات المتحدة الأمريكية 2010 |
| كارولاينا الشمالية | جوليا دالتون       | 24    | 5 قدم 5 بوصة (165 سـم)  | ويلمينغتون     |                                           | سابقًا ملكة جمال مراهقات كارولاينا الشمالية الولايات المتحدة الأمريكية 2008 أخت كريستين دالتون ملكة جمال الولايات المتحدة الأمريكية 2009 ابنة جيني بوجر ملكة جمال كارولاينا الشمالية الولايات المتحدة الأمريكية 1982 |
| داكوتا الشمالية    | مولي كيتيرلينج     | 20    | 5 قدم 7 بوصة (170 سـم)  | إلجين          |                                           | |
| أوهايو             | سارة نيوكيرك       | 25    | 5 قدم 10 بوصة (178 سـم) | كولومبوس       |                                           | |
| أوكلاهوما          | أوليفيا جوردن      | 26    | 5 قدم 11 بوصة (180 سـم) | تلسا           | ملكة جمال الولايات المتحدة الأمريكية 2015 | سابقًا ملكة جمال أمريكا العالم 2013 |
| أوريغون            | بريدجيت ويلمز      | 22    | 5 قدم 9 بوصة (175 سـم)  | كنبي           |                                           | |
| بنسيلفانيا         | إليزابيث كارديللو  | 25    | 5 قدم 8 بوصة (173 سـم)  | بيتسبرغ        |                                           | |
| رود آيلاند         | أنيا غارسيا        | 20    | 6 قدم 0 بوصة (183 سـم)  | كرانستون       | الوصيفة الثانية                           | |
| كارولاينا الجنوبية | سارة وايشون        | 23    | 5 قدم 8 بوصة (173 سـم)  | غوس كريك       |                                           | |
| داكوتا الجنوبية    | ليكسي شينك         | 21    | 5 قدم 6 بوصة (168 سـم)  | أيرين          |                                           | سابقًا ملكة جمال مراهقات داكوتا الجنوبية في الولايات المتحدة الأمريكية 2011 |
| تينيسي             | كيارا يونغ         | 25    | 5 قدم 11 بوصة (180 سـم) | ناشفيل         |                                           | |
| تكساس              | يليانا جويرا       | 22    | 5 قدم 8 بوصة (173 سـم)  | ماكالين        | الوصيفة الأولى                            | |
| يوتا               | نيكول باول         | 21    | 5 قدم 10 بوصة (178 سـم) | سولت ليك       |                                           | شقيقة ماريسا باول ملكة جمال يوتا الولايات المتحدة الأمريكية 2013 |
| فيرمونت            | جاكي كروفت         | 24    | 5 قدم 8 بوصة (173 سـم)  | وينوسكي        |                                           | |
| فرجينيا            | لورا بوليو         | 25    | 5 قدم 9 بوصة (175 سـم)  | كسينغتون       | أفضل 15                                   | شقيقة أشلي بوليو ملكة جمال كارولينا الشمالية الولايات المتحدة الأمريكية 2004 |
| واشنطن             | كنزي نوفيل         | 24    | 5 قدم 7 بوصة (170 سـم)  | سبوكين         |                                           | |
| فرجينيا الغربية    | أندريا موسينو      | 24    | 5 قدم 9 بوصة (175 سـم)  | مورغانتاون     |                                           | |
| ويسكونسن           | هالي لوندري        | 21    | 5 قدم 9 بوصة (175 سـم)  | ليك ميلز       |                                           | |
| وايومنغ            | كارولين سكوت       | 22    | 5 قدم 7 بوصة (170 سـم)  | شايان          |                                           | سابقًا ملكة جمال مراهقات وايومنغ الولايات المتحدة الأمريكية 2010 |

## روابط خارجية
- موقع ملكة جمال الولايات المتحدة الأمريكية الرسمي